# Eusébio (voetballer)

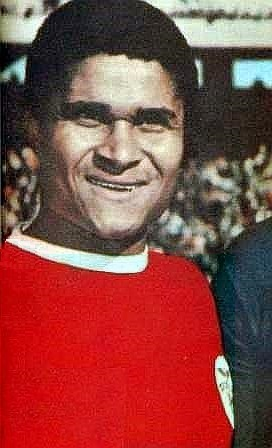
Eusébio in het shirt van Benfica Lissabon

Eusébio, voetballersnaam van Eusébio da Silva Ferreira (Lourenço Marques, 25 januari 1942 – Lissabon, 5 januari 2014), was een Portugees voetbalicoon van Mozambikaanse afkomst. Hij stond ook wel bekend als De zwarte parel, De parel van Mozambique, De zwarte panter en o Rei (de Koning). Na zijn dood kondigde de Portugese regering drie dagen van nationale rouw af. Hij werd anderhalf jaar na zijn overlijden naar zijn laatste rustplaats gebracht. Hij is als eerste sportman overgebracht naar het Nationaal Pantheon in Lissabon, waar diverse prominenten begraven liggen.

## Biografie
Eusébio werd geboren in de voormalige Portugese kolonie Mozambique. In 1960 werd Eusébio op 18-jarige leeftijd door de Portugese club Benfica gekocht. Benfica-trainer Béla Guttman ontvoerde hem uit Mozambique. Nog datzelfde jaar kwam hij uit voor het nationale elftal, in een wedstrijd tegen Luxemburg. In totaal speelde hij 64 wedstrijden voor Portugal, waarin hij 41 maal scoorde en was daarmee topschutter van het Portugese elftal, tot 12 oktober 2005. Toen haalde Pauleta hem in.
Eusébio won met Benfica elf landstitels, vijf nationale bekers en de Europacup I (1962). Daarnaast werd hij drie keer vice-landskampioen, was hij met Benfica vier keer verliezend bekerfinalist en verloor hij drie finales van de Europacup I (1963, 1965 en 1968). In 1965 werd hij verkozen tot Europees voetballer van het jaar en in 1968 en 1973 was hij de eerste winnaar van de Gouden Schoen. In 1966 werd hij topschutter op het wereldkampioenschap voetbal in Engeland. Tussen 1964 en 1973 werd hij zeven keer topschutter van de Portugese competitie en twee keer werd hij zelfs Europees topschutter (1968 en 1973) met respectievelijk 42 en 40 doelpunten. In 373 competitiewedstrijden maakte hij maar liefst 342 doelpunten.
Op 5 januari 2014 overleed Eusébio op 71-jarige leeftijd aan een hartstilstand. De regering kondigde drie dagen van nationale rouw af. Zijn lichaam werd opgebaard in het Estadio da Luz, het stadion van Benfica, waar men een laatste groet kon brengen aan de overleden voetballegende. Eusébio werd begraven op het kerkhof van Lumiar, een buitenwijk in het noorden van Lissabon.
Eusébio is opgenomen in de FIFA 100, de lijst met de 125 beste voetballers ooit.

## Erelijst
Sporting de Lourenço Marques
- Campeonato Provincial de Moçambique: 1960

 SL Benfica
- Primeira Divisão: 1960/61, 1962/63, 1963/64, 1964/65, 1966/67, 1967/68, 1968/69, 1970/71, 1971/72, 1972/73, 1974/75
- Taça de Portugal: 1961/62, 1963/64, 1968/69, 1969/70, 1971/72
- Taça de Honra de Lisboa: 1962/63, 1964/65, 1966/67, 1967/68, 1968/69, 1971/72, 1972/73, 1973/74, 1974/75
- Taça Ribeiro dos Reis: 1963/64, 1965/66, 1970/71
- Europacup I: 1961/62

 Toronto Metros-Croatia
- North American Soccer League: 1976

### Individueel
- Ballon d'Or: 1965
- World Soccer World XI: 1965
- FIFA XI: 1963, 1967
- Gouden Schoen: 1968 (eerste winnaar), 1973
- Bola de Prata: 1964, 1965, 1966, 1967, 1968, 1970, 1973
- Europacup I topscoorder: 1965, 1966, 1968
- Wereldkampioenschap voetbal Gouden Schoen: 1966
- Wereldkampioenschap voetbal Bronzen Bal: 1966
- Wereldkampioenschap voetbal All-Star Team: 1966
- Portugees voetballer van het jaar: 1970, 1973
- BBC Overseas Sports Personality of the Year: 1966
- IFFHS Legends
- A Bola de Ouro
- FIFA International Football Hall of Champions
- PFA Merit Award
- FIFA 100
- UEFA Jubilee Awards – Golden Player Portugal
- UEFA President's Award
- France Football's World Cup Top-100
- Planète Foot's 50 Meilleurs Joueurs du Monde
- Voetbal International's Wereldsterren
- Guerin Sportivo's I 50 Grandi del Secolo
- World Soccer's Selection of the 100 Greatest Footballers of All Time
- Placar's 100 Craques do Século
- Venerdì's 100 Magnifici
- Golden Foot Legends Award: 2003
- IFFHS' World Players of the Century (Top-10)
- FIFA Order of Merit: 1994

### Onderscheidingen
- Grootkruis Orde van de Infant Dom Henrique
- Grootkruis Orde van Verdienste